# Dipartimento di General Roca (Córdoba)
General Roca è un dipartimento argentino, situato nella parte meridionale della provincia di Córdoba, con capoluogo Villa Huidobro.

## Geografia fisica
Esso confina a nord con i dipartimenti di Río Cuarto e Presidente Roque Sáenz Peña, ad est con la provincia di Buenos Aires, a sud con quella di La Pampa e ad ovest con quella di San Luis.
Il dipartimento è suddiviso nelle seguenti pedanie: El Cuero, Italo, Jagüeles, Necochea, Sarmiento.

## Società

### Evoluzione demografica
Secondo il censimento del 2001, su un territorio di 12.659 km², la popolazione ammontava a 33.323 abitanti, con un aumento demografico dell'1,39% rispetto al censimento del 1991.

## Amministrazione
Nel 2001 il dipartimento comprendeva:
- 5 comuni (comunas in spagnolo):
  - Nicolás Bruzzone
  - Onagoyti
  - Pincén
  - Ranqueles
  - Villa Sarmiento
- 8 municipalità (municipios in spagnolo):
  - Buchardo
  - Del Campillo
  - Huinca Renancó
  - Italó
  - Jovita
  - Mattaldi
  - Villa Huidobro
  - Villa Valeria